# Anaheterotis
Anaheterotis, monotipski biljni rod iz porodice melastomovki smješten u tribus Melastomateae. Jedina vrsta je gvinejski endem A. pobeguinii, uspravna nerazgranana zeljasta biljka, do 2 stope visine sa blijedom stabljikom i velikim crveno-ljubičastim cvjetovima.
Rod je opisan 2017.

## Sinonimi
- Dissotis pobeguinii Hutch. & Dalziel
- Heterotis pobeguinii (Hutch. & Dalziel) Jacq.-Fél.